# کرمیتساوه
کرمیتساوه (به آلمانی: Kremitzaue) یک شهر در آلمان است که در البه-الشتر واقع شده‌است. کرمیتساوه ۹۷۶ نفر جمعیت دارد.